# صموئيل هود
صموئيل هود (بالإنجليزية: Samuel Hood, 1st Viscount Hood)‏‏ (12 ديسمبر 1724 - 27 يناير 1816 في باث) سياسي من مملكة بريطانيا العظمى.

## الجوائز
- الصليب الأعظم لنيشان رهبانية الحمام من رتبة فارس

## روابط خارجية
- صموئيل هود على موقع الموسوعة البريطانية (الإنجليزية)
- صموئيل هود على موقع إن إن دي بي (الإنجليزية)